# Raymond Cattell
Raymond Bernard Cattell (West Bromwich, 20 de març de 1905–Honolulu, 2 de febrer de 1998) va ser un psicòleg britànic establert posteriorment als Estats Units. Cattell va teoritzar sobre la intel·ligència i la personalitat, proposant l'existència d'una intel·ligència fluida i una intel·ligència cristal·litzada a més a més de, entre d'altres aportacions importants, el model d'anàlisi factorial i la seva pròpia teoria sobre la personalitat.
Es tracta d'un dels psicòlegs més famosos del segle xx, al que cal unir la seva gran productivitat literària, cosa que ha ajudat a augmentar la seva popularitat.
Ha participat en l'elaboració (ja sigui com a autor o com a coautor) de 55 llibres i més de 500 articles en revistes especialitzades i de divulgació, a més d'haver participat en la realització d'almenys 30 proves estandarditzades d'ús comú entre els psicòlegs. Tot això el converteix en un autor molt influent.
Com a psicòleg, Cattell va ser seguidor i defensor del mètode científic aplicat a la psicologia, sent dels primers a proposar el mètode d'anàlisi de factors, en oposició al que anomenava «verbal theorizing» (teorització verbal). Una de les aplicacions més importants de l'anàlisi factorial de Cattell en psicologia va ser la definició de 16 factors (coneguts col·lectivament com a 16PF; és a dir, “Personality Factors” o factors de la personalitat) o trets fonamentals que deriven de la personalitat humana. Aquests factors segons ell eren factors font, perquè pensava que a partir d'aquests es creava la personalitat individual.

## Biografia

### Anglaterra
Raymond Cattell va néixer el 20 de març de 1905 a Hill Top, West Bromwich, una petita ciutat d'Anglaterra prop de Birmingham on la família del seu pare va participar en la invenció de noves peces per a motors, automòbils i altres màquines. Així, els seus anys de creixement van ser un moment en què es van produir grans idees i avenços tecnològics i científics i això va influir molt en la seva perspectiva sobre com unes poques persones podien marcar la diferència al món. Va escriure: "1905 va ser un any feliç per néixer. L'avió només tenia un any. Els Curies i Rutherford en aquest any van penetrar al cor de l'àtom i el misteri de les seves radiacions, Alfred Binet va llançar la primera prova d'intel·ligència, i Einstein, la teoria de la relativitat.
Quan Cattell tenia uns cinc anys, la seva família es va traslladar a Torquay, Devon, al sud-oest d'Anglaterra, on va créixer amb un fort interès per la ciència i va passar molt de temps navegant per la costa. Va ser el primer de la seva família (i l'únic de la seva generació) a assistir a la universitat: el 1921 va rebre una beca per estudiar química al King's College de Londres, on va obtenir un títol de BSc (Hons) amb 1r. honors als 19 anys. Mentre estudiava física i química a la universitat, va aprendre de persones influents en molts altres camps, que van visitar o viure a Londres. Ell escriu:
| « | [Jo] vaig navegar molt fora de la ciència en la meva lectura i vaig assistir a conferències públiques—Bertrand Russell, H. G. Wells, Huxley, i Shaw sent els meus oradors preferits (l'últim, en una reunió al King's College, em va convertir al vegetarianisme)—durant gairebé dos anys! | » |

Mentre va observar de primera mà la terrible destrucció i el sofriment després de la Primera Guerra Mundial, Cattell es va sentir cada cop més atret per la idea d'aplicar les eines de la ciència als greus problemes humans que veia al seu voltant. Va afirmar que en la convulsió cultural després de la Primera Guerra Mundial, va sentir que la seva taula de laboratori havia començat a semblar massa petita i els problemes del món tan grans. Així, va decidir canviar el seu camp d'estudi i fer un doctorat en psicologia al King's College de Londres, que va rebre el 1929. El títol de la seva tesi doctoral va ser "El caràcter subjectiu de la cognició i el desenvolupament presensacional de la percepció". El seu assessor de doctorat al King's College de Londres va ser Francis Aveling, DD, D.Sc., PhD, D.Litt., que també va ser president de la British Psychological Society des de 1926 fins a 1929. El 1939, Cattell va ser homenatjat per les seves destacades contribucions a la investigació psicològica amb l'atorgament del prestigiós doctorat superior D.Sc. de la Universitat de Londres.
Mentre treballava en el seu doctorat, Cattell va acceptar un lloc d'ensenyament i assessorament al Departament d'Educació de la Universitat d'Exeter. Finalment, ho va trobar decebedor perquè hi havia poca oportunitat de dur a terme investigacions. Cattell va fer el seu treball de postgrau amb Charles Spearman, el psicòleg i estadístic anglès famós pel seu treball pioner sobre l'avaluació de la intel·ligència, inclòs el desenvolupament de la idea d'un factor general d'intel·ligència anomenat g. Durant els seus tres anys a Exeter, Cattell va cortejar i es va casar amb Monica Rogers, a qui coneixia des de la seva infantesa a Devon i van tenir un fill junts. El va deixar uns quatre anys després. Poc després es va traslladar a Leicester, on va organitzar una de les primeres clíniques d'orientació infantil d'Anglaterra. També va ser en aquest període que va acabar el seu primer llibre "Under Sail Through Red Devon", que descrivia les seves moltes aventures navegant per la costa i els estuaris de South Devon i Dartmoor.

### Estats Units
El 1937, Cattell va deixar Anglaterra i es va traslladar als Estats Units quan va ser convidat per Edward Thorndike a anar a la Universitat de Colúmbia. Quan la càtedra de psicologia de G. Stanley Hall va estar disponible a la Universitat de Clark el 1938, Thorndike va recomanar Cattell i va ser nomenat per ocupar el lloc. No obstant això, hi va fer poques investigacions i estava "contínuament deprimit". Cattell va ser convidat per Gordon Allport a unir-se a la facultat de la Universitat Harvard el 1941.
Mentre estava a Harvard, va començar algunes de les investigacions sobre la personalitat que es convertirien en la base de gran part del seu treball científic posterior.
Durant la Segona Guerra Mundial, Cattell va servir com a consultor civil del govern dels Estats Units investigant i desenvolupant proves per seleccionar oficials de les forces armades. Cattell va tornar a ensenyar a Harvard i es va casar amb l'Alberta Karen Schuettler, estudiant de doctorat en matemàtiques al Radcliffe College. Al llarg dels anys, va treballar amb Cattell en molts aspectes de la seva investigació, escriptura i desenvolupament de proves. Van tenir tres filles i un fill. Es van divorciar el 1980. Herbert Woodrow, professor de psicologia a la Universitat d'Illinois a Urbana-Champaign, buscava algú amb formació en mètodes multivariants per establir un laboratori d'investigació. Cattell va ser convidat a assumir aquest càrrec el 1945. Amb aquesta nova càtedra d'investigació en psicologia, va poder obtenir una subvenció suficient per a dos associats de doctorat, quatre assistents de recerca graduats i assistència administrativa.
Un dels motius pels quals Cattell es va traslladar a la Universitat d'Illinois va ser perquè el primer ordinador electrònic construït i propietat íntegrament d'una institució educativa dels EUA -" Ordinador automàtic d'Illinois "- s'hi desenvolupava, fet que li va permetre realitzar anàlisis factorials a gran escala. Cattell va fundar el Laboratory of Personality Assessment and Group Behavior. El 1949, ell i la seva dona van fundar l'Institut per a les proves de personalitat i capacitat (IPAT). Karen Cattell va ser directora d'IPAT fins a 1993. Cattell va romandre a la càtedra d'investigació d'Illinois fins que va assolir l'edat de jubilació obligatòria de la universitat el 1973. Uns anys després de retirar-se de la Universitat d'Illinois, va construir una casa a Boulder, Colorado, on va escriure i publicar els resultats d'una varietat de projectes de recerca que havien quedat sense acabar a Illinois.
El 1977, Cattell es va traslladar a Hawaii, en gran part pel seu amor per l'oceà i la vela. Va continuar la seva carrera com a professor a temps parcial i assessor a la Universitat de Hawaii. També va exercir com a professor adjunt de l'Escola de Psicologia Professional de Hawaii. Després d'establir-se a Hawaii, es va casar amb Heather Birkett, una psicòloga clínica, que més tard va dur a terme una àmplia investigació utilitzant el 16PF i altres proves. Durant les dues últimes dècades de la seva vida a Hawaii, Cattell va continuar publicant una varietat d'articles científics, així com llibres sobre motivació, l'ús científic de l'anàlisi factorial, dos volums de personalitat i teoria de l'aprenentatge, l'herència de la personalitat i va coeditar un llibre sobre proves psicològiques funcionals, així com una revisió completa del seu reconegut Handbook of Multivariate Experimental Psychology.
Cattell i Heather Birkett Cattell vivia en una llacuna a la cantonada sud-est d'Oahu on tenia un petit vaixell de vela. Cap a l'any 1990 va haver d'abandonar la seva carrera de vela a causa dels reptes de navegació derivats de la vellesa. Va morir a casa seva a Honolulu el 2 de febrer de 1998, als 92 anys. Està enterrat a la Vall dels Temples en un vessant amb vistes al mar. El seu testament va proporcionar fons per construir una escola per a nens desfavorits a Cambodja. Era agnòstic.

## Contribucions
Les principals contribucions de RB Cattell en psicologia les podem dividir en 3 àrees.
Se li atribueix el desenvolupament d'una influent teoria de la personalitat, la creació de nous mètodes per a l'anàlisi estadística, i el desenvolupament de la teoria de la intel·ligència fluida i cristal·litzada, que més tard va ser elaborada pel seu alumne més famós, John Horn.
Tot i això, l'aportació més important de RB Cattell és la de la teoria de la intel·ligència fluida i cristal·litzada.
Definim intel·ligència com la capacitat capacitat de generar informació nova a partir de la informació que rebem de l'exterior i/o de la que disposem en forma de coneixement a la nostra memòria.
Tot i que tradicionalment, la intel·ligència s'ha vist estretament vinculada a les següents capacitats:
- Pensar i establir associacions entre conceptes.
- Solucionar problemes quotidians.
- Generar nous problemes (de major complexitat).
- Crear innovacions i solucionar problemes en l'àmbit cultural.

## Contribucions Científiques

### Teoria de la intel·ligència fluida i cristal·litzada
Cattell no va ser l'únic a postular teories sobre la intel·ligència, durant el segon terç del segle xx, el psicòleg de la Universitat de Chicago Louis Leon Thurstone (1887 - 1955) va desenvolupar els seus estudis sobre les habilitats primàries de la intel·ligència, que van resultar les següents: Comprensió del llenguatge, agilitat perceptiva, raonament lògic, habilitat numèrica i matemàtica, fluïdesa verbal, percepció espacial.
Més de tres dècades després, el psicòleg britànic Raymond Cattell (1905 - 1998) va establir una nova distinció entre dos tipus d'intel·ligències: intel·ligència Fluida i intel·ligència cristal·litzada. La intel·ligència Fluida, segons Cattell, refereix a una habilitat heretada per pensar i raonar d'una manera abstracte, mentre que la intel·ligència cristal·litzada neix de l'experiència i encarna el nivell d'aculturació, educació i aprenentatge.
La diferència entre aquests dos tipus d'intel·ligència sol vincular-se a la variable de l'edat. No obstant això, resulta més precís concebre la diferència entre intel·ligència Fluida i cristal·litzada sobre la base de la influència de l'herència i / o de l'ambient.
- Intel·ligència Fluida: La intel·ligència Fluida fa referència a la capacitat de la persona per adaptar-se i enfrontar situacions noves de forma àgil, sense que l'aprenentatge previ, l'experiència o el coneixement adquirit suposin una ajuda determinant per a la seva manifestació. Està molt vinculada a les variables neurofisiològiques (per exemple, amb el desenvolupament de connexions neuronals), i la seva influència és més acusada, ja que el seu desenvolupament depèn en gran part de la base genètica (tot al contrari que amb la intel·ligència cristal·litzada).
En aquest mateix sentit, podem establir una vinculació entre el potencial desenvolupament de la intel·ligència Fluida i el creixement del nen en un ambient enriquidor. Viure en un ambient positiu i enriquidor correlaciona amb el desenvolupament de connexions neuronals en les regions del cervell associades a la memòria, l'aprenentatge i l'orientació en l'espai.
La intel·ligència Fluida està composta per:
- La capacitat de raonar amb continguts abstractes.
- El raonament lògic.
- La capacitat d'establir relacions o extreure diferències.

Adquireix el seu punt màxim de desenvolupament de forma primerenca, al voltant de l'adolescència. Això és una gran diferència respecte al moment d'apogeu de la intel·ligència cristal·litzada. D'aquesta manera, durant la vida adulta, aquesta capacitat acostuma a veure’s progressivament reduïda a mesura que el cos va envellint, així com es van deteriorant les estructures neuronals.
La minva de la intel·ligència Fluida es pot deure a diversos factors: l'envelliment normatiu, accidents, patologies, consum d'estupefaents, etcètera. Aquests tres últims factors poden ocasionar lesions o alteracions en les diferents estructures del cervell i en el sistema nerviós central.
- Intel·ligència Cristal·litzada: La intel·ligència cristal·litzada és el conjunt de capacitats, estratègies i coneixements que constitueixen el grau de desenvolupament cognitiu aconseguit mitjançant la història d'aprenentatge d'una persona. Engloba les aptituds vinculades amb:
- La comprensió del llenguatge.
- El grau de comprensió i ús de relacions semàntiques.
- La valoració de l'experiència.
- La capacitat per establir judicis i conclusions.
- Els coneixements mecànics.
- L'orientació en l'espai.

Depèn en alt grau l'aprenentatge obtingut de l'experiència de la persona en el context cultural en què viu i es relaciona. El desenvolupament de la intel·ligència cristal·litzada de cada persona depèn en bona part que faci una bona inversió de la seva intel·ligència fluïda històrica en hàbits que li permetin aprendre coses noves. Dit amb altres paraules, el potencial de desenvolupament intel·lectual amb què naixem (també anomenada intel·ligència fluïda històrica) aconseguirà un major o menor nivell depenent de les experiències educatives que es produeixin durant la vida.
De fet, el desenvolupament de les capacitats intel·lectuals poden anar progressant durant la vida en la mesura que el context vivencial i la motivació de la persona per continuar aprenent ho permetin.
La manera en què l'experiència vital intervé en la intel·ligència d'una persona pot conèixer-se a través de l'observació dels efectes de l'estrès en el deteriorament de les estructures cerebrals. Segons un recent estudi de la Universitat de Toronto, les hormones que el cos humà segrega quan estem preocupats o nerviosos afecten directament a una àrea cerebral vinculada a les funcions cognitives, com ara la memòria o l'orientació en l'espai.

### Anàlisi factorial(AF)
Cattell considerava que la ciència en general estava plena de teories no fundamentades, com a mínim històricament (quan hi havia moltes menys tècniques de mesurament que en l'actualitat). Durant la dècada del 1920 va treballar amb Charles Spearman en el desenvolupament de la teoria de l'anàlisi factorial per tal de fer més entendibles les dimensions bàsiques de las capacitats humanes i la seva pròpia estructura.
Aquesta anàlisi factorial es duia a terme a partir del coeficient de correlació (estimació de la correlació entre diferents variables). Es desenvolupen càlculs entre els coeficients de correlació d'algunes variables pertanyents a un domini particular (com pot ser, per exemple, la conducta) per tal d'obtenir factors unitaris dins d'aquest domini, tots ells amb un grau d'especificitat major que el propi domini en si.
Cattell també va portar, juntament amb Spearman, l'aplicació d'aquest model a l'estructura de la personalitat humana. Tenia la teoria que si s'aplicava el model d'anàlisi factorial a diferents mesures conductuals interpersonals, seria possible identificar patrons de personalitat dominants dins el comportament social, per tal de poder fer una generalització d'aquest.
Com a autor ha estat un referent en el plantejament metodològic analític per part de molts investigadors contemporanis, els quals han basat els seus mètodes de recerca en el model d'anàlisi factorial.

### Teoria de la personalitat (16PF)
El 16PF és un test de personalitat d'àmplia aplicació i que des de la seva creació per Raymond Cattell, el 1949, ha patit cinc modificacions (la versió actual és del 1993). El seu nom deriva del fet que mesura la puntuació de l'individu sobre setze trets de la seva personalitat (que, després, es poden agrupar en cinc grans grups per definir el seu caràcter), obtinguda mitjançant un qüestionari d'elecció múltiple; la majoria de preguntes al·ludeixen a una situació quotidiana i una possible resposta; així, s'eviten parcialment les manipulacions que sorgeixen quan es pregunta a l'individu directament per com es veu o com és. S'usa especialment en les escoles i per a l'orientació vocacional.
El test dona puntuacions per als següents trets de la personalitat:
- calidesa: una persona amb altes puntuacions és participativa i atenta, mentre que una amb baixa puntuació és més distant.
- racionalitat: mesura si l'individu aprèn ràpidament, té un alt quocient intel·lectual i capacitat d'abstracció i tendeix a guiar-se per la raó o no.
- estabilitat emocional.
- dominància: prediu si una persona és agressiva i amb tendència al lideratge o submisa i amb tendència a evitar el conflicte.
- vivacitat: una alta puntuació indica espontaneïtat i entusiasme mentre que un baix percentatge és propi de persones serioses, prudents o callades.
- consciència: mesura el grau de compliment de la norma i el sentit del deure.
- extraversió.
- sensibilitat: les puntuacions elevades s'associen a individus que miren l'estètica, que són emotius i intuïtius, enfront dels més pragmàtics, racionals i poc propensos al sentit figurat.
- confiança.
- imaginació.
- privadesa: les persones amb alta privadesa són reservades, diplomàtiques, polides i discretes, mentre que les que tenen poca privadesa acostumen a ser més innocents, senzilles i obertes.
- aprensió: una alta aprensió és sinònim de preocupacions, inseguretats o sentiment de culpa.
- predisposició al canvi.
- autosuficiència: l'individu autosuficient confia en els seus propis recursos i no té por a la solitud, enfront del qui depèn més dels altres i la seva opinió.
- perfeccionisme.
- estrès: la persona amb una puntuació elevada és impacient, acumula ansietat i pot caure en la frustració, i en canvi els que tenen poca tensió són més pacients, actuen lentament i són tranquils.

Tothom té en major o menor mesura aquests trets i, la combinació dels més dominants amb els menys desenvolupats és el que fa diferenciar la manera de ser de cadascú.

## Obres
Les obres de Cattell, ja siguin articles o llibres, són les setenes més consultades a l'hora de portar a terme l'avaluació d'experts en diferents articles. Entre aquestes en destaquem les 5 més citades:
- Cattell, R. B. (1966). The Scree Test for the number of factors. Multivariate Behavioral Research, 1(2), 245-276. (8484 citacions).
- Cattell, R. B., Eber, H. W., & Tatsuoka, M. M. (1988). Handbook for the Sixteen Personality Factor Questionnaire (16 PF). Champaign IL: IPAT. (2895 citacions).
- Cattell, R. B. (1971). Abilities: Their Structure, Growth, and Action. Boston, MA: Houghton Mifflin. (2566 citacions).
- Cattell, R. B. (1963). Theory of fluid and crystallized intelligence: A critical experiment. Journal of Educational Psychology, 54, 1-22. (1965 citacions).
- Cattell, R. B. (1957). Personality and Motivation Structure and Measurement. New York: World Book. (1897 citacions).